# Gerald Gardner
Gerald Brosseau Gardner (ur. 13 czerwca 1884 w Blundellsands, zm. 12 lutego 1964 na Morzu Śródziemnym) – angielski urzędnik, antropolog amator, pisarz i okultysta, który napisał jedne z najważniejszych dzieł dotyczących Wicca, które później przyczyniły się do powstania Wicca jako religii.

## Życiorys
Gardner urodził się w Blundellsands, koło Liverpoolu w Anglii, w bogatej rodzinie, która zatrudniała irlandzką niańkę Josephine „Com” McCombie. Rodzina zajmowała się importem drewna, a firma Joseph Gardner i Synowie była jednym z najstarszych przedsiębiorstw w Wielkiej Brytanii. Jako dziecko, Gardner, cierpiał na astmę, w związku z czym, jego niańka zaoferowała się zabrać go w cieplejsze regiony. Ostatecznie oboje zamieszkali w Azji, gdzie Gardner przebywał przez większą część swojego dzieciństwa i dorosłości.
Od roku 1908 Gardner był plantatorem gumy – najpierw na Borneo, a później na Malajach. Po roku 1923 sprawował funkcję urzędnika cywilnego, jako inspektor rządowy na Malajach. W roku 1936, w wieku 52 lat, powrócił do Anglii.
Opublikował autorytatywny tekst „Keris i inne malajskie bronie” (1936), oparty na badaniach, które przeprowadził nad broniami południowo-azjatyckimi oraz praktykami magicznymi. Jak się wydaje, wiedziony radą lekarza zaczął praktykować naturyzm.
Po powrocie do Anglii w 1936, Gardner wraz z żoną szybko przenieśli się z Londynu do Highcliffe, w Hampshire. Tutaj zajmował się pogłębianiem swoich zainteresowań związanych z okultyzmem oraz naturyzmem. Ci, którzy poznali go później, wspominali o jego głębokiej wierze w dobroczynne efekty kąpieli słonecznych.
Gardner został członkiem Stowarzyszenia Folklorystycznego w 1939 roku. Jego pierwszym wkładem do dziennika Folklore był artykuł poświęcony praktykom czarownic, wydany w numerze z lipca 1939. Miał wielką ambicję, aby zyskać akceptację wśród kręgów akademickich i przez pewien czas twierdził, że uzyskał tytuł doktora na uniwersytetach w Singapurze oraz Tuluzie. Doreen Valiente wykazała, że nic takiego nie miało miejsca.
Jeżdżąc na rowerze po Christchurch, Gardner odkrył Stowarzyszenie Orderu Rosicrucian Crotona, gdzie brał udział w produkcjach teatralnych. To właśnie w tym teatrze, jak twierdził Gardner, poznał pierwszych członków kowenu New Forest, którzy wtajemniczyli go w tradycję angielskiego czarostwa. Niektóre źródła sugerują, że Gardner mógł także zostać inicjowany w tradycji Wolnomularskiej poprzez teatr; Mabel Besant Scott, głowa Brytyjskiej Federacji Wolnomularskiej, była prominentnym członkiem teatru, a niektórzy z członków kowenu New Forest wykazywali się gorliwą działalnością w ugrupowaniach wolnomularskich.
Gardner opublikował dwie prace o naturze fikcji- Bogini Przybywa (1939) oraz Pomocnik Wysokiej Magii (1949), pod pseudonimem Scire. Powyższe były przygrywką do ważniejszych dzieł- Współczesne czarownictwo (1954) oraz Znaczenia Czarostwa (1959), w których opisuje tradycje czarostwa, w którym został inicjowany.
Gardner twierdził, że Pomocnik Wysokiej Magii był próbą sportretowania czarostwa pod przykrywką fikcji, bez ujawniania materiału objętego przysięgą, ale po odwołaniu Aktu o Czarownicach w 1951 zyskał pozwolenie członków kowenu na otwarte rozważania nad tradycją czarostwa.
Gardner ożenił się tylko raz. Jego żona, Donna, pozostała lojalnym kompanem przez ponad 33 lata, podczas których nie brała udziału w działalności męża. Gardner był zdruzgotany jej śmiercią i ponownie zaczął cierpieć na astmę. W 1964 roku Gardner zmarł na serce, na pokładzie statku powracającego z Libanu. Został pochowany na brzegu Tunezji.

## Wicca

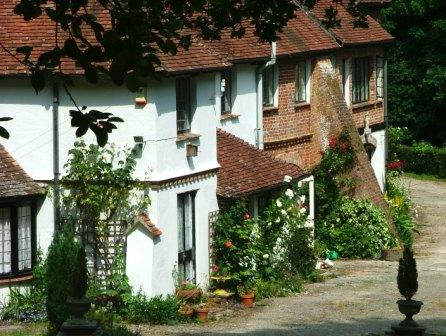
Latimers w Highcliffe, gdzie Gardner został inicjowany.

Gardner twierdził, że został inicjowany w 1939 w tradycji religijnego czarostwa, które, jak uważał było kontynuacją europejskiego pogaństwa. Grupa do której dołączył nosiła nazwę kowenu New Forest. Doreen Valiente, jedna z kapłanek, zidentyfikowała później kobietę, która inicjowała Gardnera, jako Dorothy Clutterbuck, na podstawie słów samego Gardnera, który wspominał o niejakiej „Starej Dorothy”.
Uczony Ronald Hutton twierdzi, że tradycja, w której inicjowany był Gardner, była inspirowana przez członków Stowarzyszenia Orderu Rosicrucian Crotona, a głównie przez kobietę o imieniu „Dafo”. Jej tożsamość jest nieznana, ale Philip Heselton twierdzi, że była nią Edith Woodward-Grimes. Doktor Leo Ruickbie stwierdza, że kluczową rolę w utworzeniu nowej religii pogańskiej przez Gardnera odegrał Aleister Crowley.
|                           | Wicca                                                                             | Thelema                                                                                      |
| ------------------------- | --------------------------------------------------------------------------------- | -------------------------------------------------------------------------------------------- |
| etyka                     | "Jeśli nie krzywdzisz nikogo, czyń swoją wolę" (An it harm none, do what ye will) | „Czyń wedle swej woli będzie całym Prawem” (Do what thou wilt shall be the whole of the Law) |
| żeńskie bóstwo            | Potrójna Bogini                                                                   | Nuit (odpowiednik Nut)                                                                       |
| męskie bóstwo             | Rogaty Bóg                                                                        | Hadit (odpowiednik Horusa)                                                                   |
| rytuał seksualny          | Wielki Rytuał                                                                     | Msza Gnostycka                                                                               |
| magiczne notatki          | księga cieni                                                                      | dziennik magiczny                                                                            |
| główne narzędzia magiczne | athame, pentakl, różdżka, kielich, miecz                                          | sztylet, pentakl, różdżka, kielich, miecz                                                    |

Ruickbie, Hutton i inni twierdzą, że większość prac dotyczących Gardneriańskiej Wicca została napisana przez Doreen Valiente oraz Aleistera Crowleya, jak również, że zawiera wiele zapożyczeń z innych, bliżej nieznanych źródeł.
Gerald Gardner był akolitą Ordo Templi Orientis (OTO) i niektóre sekcje Gardneriańskiego rytuału wtajemniczenia trzeciego stopnia są zapożyczeniem z dzieła Crowleya „Msza Gnostycka”, napisanego dla OTO w 1913 roku. Jest to zgodne z twierdzeniami samego Gardnera, który zaznaczał, iż rytuały które otrzymał były fragmentaryczne, w związku z czym musiał dokooptować dodatkowe materiały, aby stworzyć spójny system (Współczesne czarownictwo) (1954).

## Dzieła
- 1936 – Keris and Other Malay Weapons
- 1939 – A Goddess Arrives
- 1949 – Z pomocą wysokiej magii (High Magic’s Aid)
- 1954 – Współczesne czarownictwo (Witchcraft Today)
- 1959 – The Meaning of Witchcraft